# Occidens portlocki
Occidens portlocki è un tetrapode basale estinto, vissuto nel Carbonifero inferiore (circa 350 milioni di anni fa). I suoi resti fossili sono stati ritrovati in Irlanda del Nord.

## Descrizione e classificazione
Tutto quello che si conosce di questo animale è una mandibola parziale sinistra, ritrovato nel 1843 dal geologo britannico Joseph Ellison Portlock in Irlanda del Nord. Lo studioso attribuì il fossile al pesce dalle pinne lobate Holoptychius; il fossile venne poi depositato nelle collezioni del Servizio Geologico Britannico per oltre un secolo, prima di essere ristudiato e riconosciuto appartenere a un tetrapode basale dai paleontologi Jenny Clack e Per Ahlberg nel 2004. Il nome generico Occidens si riferisce alla sua presenza più occidentale rispetto a quella di altri tetrapodi arcaici provenienti dalla Gran Bretagna, mentre la specie onora Portlock. La mandibola proviene probabilmente dalla formazione Altagoan e, sulla base di un'analisi del polline fossile, potrebbe risalire a circa 350 milioni di anni fa (tardo Tournaisiano). La presenza di Occidens nel Tournaisiano lo rende un taxon di importanza fondamentale, poiché sarebbe vissuto nel pieno del cosiddetto "Romer's Gap", un intervallo geologico del Carbonifero inferiore in cui esistono scarsissimi resti fossili di tetrapodi. Questo intervallo geologico separa la prima apparizione dei tetrapodi nel Devoniano superiore dalla prima radiazione evolutiva del gruppo, verso la fine del Carbonifero inferiore. 
I legami di parentela di Occidens con gli altri tetrapodi arcaici sono incerti. Clack e Ahlberg hanno notato alcune caratteristiche distintive in Occidens, tra cui una fila dritta di denti lungo le ossa coronoidi sulla superficie interna della mandibola, un solco aperto per l'organo di senso della linea laterale sulla superficie esterna della mandibola e una forma "a gradini" dell'articolazione tra l'osso dentale e le ossa angolari. L'osso della mandibola è profondo, simile a quello di Crassigyrinus e dei whatcheeriidi (entrambi provenienti dal Romer's Gap) nell'aspetto generale. Nella maggior parte degli alberi filogenetici dell'analisi di Clack e Ahlberg del 2004, Occidens risulta vicino ai whatcheeriidi e al taxon devoniano Tulerpeton, essendo più derivato di tutti gli altri taxa devoniani ma più basale di Crassigyrinus e dei taxa del "dopo Romer's Gap" come Greererpeton e Megalocephalus. Un'analisi filogenetica del 2008 eseguita da Marcello Ruta e da John Bolt ha invece indicato Occidens come il più stretto parente di Sigournea multidentata, una specie proveniente dal termine del Romer's Gap e rinvenuta in Iowa; l'analisi non ha tuttavia risolto le parentele di queste due specie rispetto agli altri tetrapodi del Carbonifero inferiore.